# Acacia leptospermoides
Acacia leptospermoides é uma espécie de leguminosa do gênero Acacia, pertencente à família Fabaceae.